# Ferulago bracteata
Ferulago bracteata är en flockblommig växtart som beskrevs av Pierre Edmond Boissier och Heinrich Carl Haussknecht. Ferulago bracteata ingår i släktet Ferulago och familjen flockblommiga växter. Inga underarter finns listade i Catalogue of Life.